# بلاد الغسق (رواية)
بلاد الغسق (بالإنجليزية: Dusklands)‏ هي رواية للكاتب الجنوب أفريقي الحائز على جائزة نوبل جي إم كوتزي، نشرت عام 1974، عن دار نشر رافان بريس في جنوب أفريقيا وسيكر آند ورابرغ في المملكة المتحدة. 

## روابط خارجية
- بلاد الغسق (رواية) على موقع الموسوعة البريطانية (الإنجليزية)